# Johann Friedrich Ludwig
Johann Fridrich Ludwig, dit Ludovice (1670-1752), est un architecte baroque d'origine allemande, italianisé et qui vécut au Portugal.
Il fut le principal architecte du roi Jean V de Portugal ainsi que le maître de Matteus Vicente.
Ses œuvres le plus connues sont la basilique et le palais-couvent de Mafra et le maître-autel de la Cathédrale d'Évora, au Portugal; ses autres œuvres sont soit peu connues, soit ont été détruites lors du séisme de Lisbonne.